# Преображенка (Кемеровская область)
Преображенка — село в Тяжинском районе Кемеровской области. Входит в состав Преображенского сельского поселения.

## География
Центральная часть населённого пункта расположена на высоте 234 метров над уровнем моря.

## Население
По данным Всероссийской переписи населения 2010 года, в селе Преображенка проживает 885 человек (424 мужчины, 461 женщина).